# مقرر الأمم المتحدة الخاص المعني بحرية الدين أو المعتقد
تم إنشاء المقرر الخاص المعني بحرية الدين أو المعتقد في عام 1986 من قبل لجنة الأمم المتحدة لحقوق الإنسان.

## خلفية
أصدرت الجمعية العامة للأمم المتحدة إعلان القضاء على جميع أشكال التعصب والتمييز القائمين على أساس الدين أو المعتقد في عام 1981. على الرغم من أن هذا القرار لم يكن يتمتع بقوة القانون الدولي، إلا أنه كان أول صك قانوني دولي مخصص حصريًا لحرية الدين.
تعزيزًا لأهداف قرار عام 1981 ودعماً للتطور العام لحرية الدين كحق من حقوق الإنسان، أنشأت لجنة الأمم المتحدة لحقوق الإنسان "المقرر الخاص المعني بالتعصب الديني". في عام 2000، غيرت لجنة حقوق الإنسان لقب الولاية الخاص بالمنصب إلى "المقرر الخاص المعني بحرية الدين أو المعتقد" وذلك لكي يعكس اسم المنصب بشكل أكثر دقة حاجة المقرر الخاص إلى حماية حق الأفراد في تغيير الدين أو المعتقد أو الامتناع عن المعتقد الديني.

## خبراء مستقلون
يتم تعيين الخبير المستقل من قبل مجلس حقوق الإنسان التابع للأمم المتحدة. تمت دعوة صاحب الولاية لتحديد العقبات القائمة والناشئة أمام الممارسة الحرة للحق في حرية الدين أو المعتقد وتقديم توصيات بشأن الأساليب التي يمكن من خلالها التغلب على هذه العقبات.
الخبراء المستقلون السابقون:
- أنجيلو دالميدا ريبيرو (البرتغال) مارس 1986-1993
- عبد الفتاح عمر (تونس) أبريل 1993 - يوليو 2004
- أسماء جهانجير (باكستان) أغسطس 2004 - يوليو 2010
- هاينر بيلفيلدت (ألمانيا)، 1 أغسطس 2010- نوفمبر 2016

الخبير المستقل الحالي:
- أحمد شهيد (جزر المالديف)، 1 نوفمبر 2016 - حتى الآن

## روابط خارجية
- الموقع الرسمي